# Willoughby D. Miller
Willoughby Dayton Miller, född 1 augusti 1853 i Alexandria, Ohio, död 27 juli 1907 i Newark, Ohio, var en amerikansk tandläkare.
Miller tog doktorsgrad (Doctor of Dental Surgery) i Philadelphia 1879 och begav sig till Berlin, där han, ej minst genom vetenskapligt arbete, blev så berömd, att han 1884 utnämndes till lärare vid universitetets tandläkarinstitut med professors titel och 1894 även erhöll titel av e.o. professor i medicin. År 1907 återvände han till USA, där en anställning erbjudits honom på lysande villkor.
Som lärare utvecklade Miller en ovanlig och framgångsrik verksamhet och stod i främsta ledet av odontologins banerförare i Tyskland, ja i hela Europa. Hans vetenskapliga verksamhet var storartad och berörde alla områden inom odontologin, och om densamma vittnar bland annat 164 tryckta arbeten och uppsatser. Hans undersökningar om karies är grundläggande. En sällsynt utmärkelse kom honom till del, då han, ehuru utlänning, 1900 valdes till ordförande i Centralverein deutscher Zahnärzte; 1904 blev han ordförande i Fédération dentaire internationale, som till hans ära stiftade en Millermedalj, vilken vid detta förbunds kongresser utdelas, efter fri tävlan bland nationerna, för vetenskapliga förtjänster inom odontologin. Bland de tyska tandläkarna bildades, genom en penninginsamling inom landet, vid hans avgång som lärare i Berlin, en så kallad Millerstiftung för likartat ändamål. Miller var hedersledamot av 39 tandläkarkorporationer i in- och utlandet, filosofie hedersdoktor i USA och utnämndes 1906 av tyska regeringen till Geheimes Medizinalrat.